# Best vasútállomás
Best vasútállomás Hollandiában, Best településen. Az állomást az Nederlandse Spoorwegen üzemelteti.

## Vasútvonalak
Az állomást az alábbi vasútvonalak érintik:
- Breda–Eindhoven-vasútvonal

## Kapcsolódó állomások
A vasútállomáshoz az alábbi állomások vannak a legközelebb:
- Boxtel vasútállomás
- Eindhoven Strijp-S vasútállomás